# تابو زنا المحارم

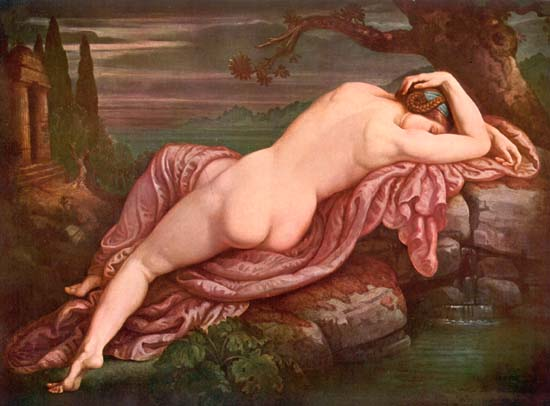

تابو زنا المحارم هو أي قانون عرفي أو معيار اجتماعي ينبذ العلاقات الجنسية بين الأشخاص الذين تربط بينهم علاقة قرابة. تحتوي جميع الثقافات البشرية على أعراف تستثني أقارب معينين من الأشخاص المعتبرين مناسبين للزواج أو العلاقات الجنسية، مما يجعل هذه العلاقات عبارة عن تابوات. ولكن توجد بعض المعايير الاجتماعية بين الثقافات تحدد الصلات الدموية التي تسمح بحدوث الجماع أو الزواج بين الأقارب والصلات التي لا تسمح بذلك. تسمى العلاقات الجنسية بين الأقارب إذا كانت في إطار التابو بزنا المحارم.
تمنع بعض الثقافات العلاقات الجنسية بين أعضاء نفس العشيرة حتى لو لم تكن بينهم علاقة بيولوجية، بينما يسمح بالعلاقات الجنسية مع أعضاء العشائر الأخرى بغض النظر عن العلاقات البيولوجية. تعتبر عدة ثقافات بعض العلاقات الجنسية والزواجية بين أبناء وبنات الأخوال والأعمام والخالات والعمات مفضلة، بينما تعتبرها بعض الثقافات الأخرى تابوات. تسمح بعض الثقافات بالعلاقات الجنسية والزواجية بين الأخوال/الأعمام/الخالات/العمات وأبناء وبنات إخوانهم وأخواتهم. في بعض الحالات كان أفراد النخبة يزوجون الأخ بأخته بشكل عادي، ولكن العلاقات بين أحد الوالدين وابنه أو ابنته أو بين الأشقاء تكاد تكون تابوات في جميع الثقافات.

## أصل التابو
يمكن تلخيص الخلاف حول أصل تابو زنا المحارم في سؤال هل هو مبني على طبيعة الإنسان أو ما اكتسبه أثناء عيشه.
أحد التفسيرات يرى أن تابو زنا المحارم تطبيق ثقافي لتفضيل متطور بيولوجيا تجاه الشركاء الجنسيين الذين لا يشارك معهم الإنسان جينات، وذلك لتجنب العواقب الخطيرة للتوالد الداخلي. أكثر الفرضيات شهرة تقترح أن التأثير المسمى بتأثير ويسترمارك يجعل البالغين يبتعدون عن الدخول في علاقات جنسية مع أشخاص كبروا معهم. وقد دعمت هذه الفرضية عدة تجارب.
تقترح مدرسة أخرى أن نبذ زنا المحارم هو بنية ثقافية تظهر كأحد الأعراض الجانبية لتفضيل الإنسان
عامة للتزاوج الخراجي المجموعاتي، الذي تبنته عدة ثقافات لأن الزواج بين المجموعات يكوّن تحالفات قيمة تطوّر قدرة مختلف المجموعات على الازدهار. وفقا لهذه الرؤية فإن تابو زنا المحارم ليس بالضرورة راسخ في جميع البشر، لكن غالباً ما يظهر وتزداد صرامته في بعض الحالات الثقافية التي تفضل الزواج الخارجي على زواج الأقارب، وعادة ما يضعف في الحالات التي يفضل فيها زواج الأقارب. حصلت هذه الفرضية أيضاً على الدعم من عدة تجارب.

### حدود التطوير البيولوجي للتابو
بالرغم من أن الاصطفاء الطبيعي نظريا في ظروف وراثية معينة قد يختار الأفراد الذين يتجنبون التكاثر مع أقاربهم غريزيا، فإن التطور البيولوجي لا يستطيع أن يعاقب الآخرين بسبب زنا المحارم، فحتى الأفراد المضعفون وراثيا المتكاثرون داخليا أفضل كحراس ضد المفترسين من غياب الحراس تماما، كما أن الأفراد الضعفاء مفيدون للأفراد الأقوى منهم في المجموعة بحيث يحرسون المجموعة من المفترسين ولا يستطيعون منافسة أعضاء المجموعة الأقوياء. معاقبة كلا المشاركين في علاقة زنا محارم لا يمكن أن تكون مفيدة لجينات الأفراد المعاقبين لأحد أقربائهم البعيدين بسبب تكاثره مع أحد أقربائهم الأكثر قربا، فمعاقبة هذا الأخير أيضاً لها مفعول مضاد لجميع وظائف حماية الأقرباء القريبين وصحة سلفهم (في سياق كانت فيه المجاعة والافتراس عوامل مهمة مقابل دول الرفاهية). نظرية الانجذاب الجنسي الوراثي هي أيضا غير متناسبة مع نظرية كون الرائحة عاملا هاما في تفادي التزاوج الداخلي.

## أبحاث في التابو
تطور علم الإنسان المعاصر في وقت كان فيه عدد كبير من المجتمعات الإنسانية أميا، وجرت معظم أبحاث تابوات زنا المحارم في مجتمعات ليست بها قوانين متعلقة بالزواج وزنا المحارم. ولكن علماء الإنسان اكتشفوا أن تعاليم متعلقة بالزواج، وقواعد تهتم بالعلاقات الجنسية المسموح بها والمنبوذة توجد في كل المجتمعات. المقتطف التالي من كتيب «ملاحظات واستعلامات في علم الإنسان» (1951) الذي يعالج البحوث الإثنوغرافية يبين حيِّز التحقيقات الإثنوغرافية في الموضوع:
"زنا المحارم هو العلاقات الجنسية بين أفراد بينهم صلة قرابة معينة. في كل حضارة توجد قواعد تمنع زنا المحارم أو زواج الأقارب ولكن ليس بالضرورة كليهما، ولا يوجد اتفاق حول درجة العلاقات الممنوعة. يجب أن يتم التحقيق في القواعد المؤطرة لزنا المحارم في كل مجتمع بناء على النسب. قد يكون مجال العلاقات الممنوعة ضيقا لدرجة أن يتضمن نوعا واحدا من علاقة الابن/البنت وأحد الوالدين (لكن هذا نادر جدا)، أو يتضمن فقط العلاقات بين أفراد الأسرة الأولية؛ أو واسعا جدا لدرجة أن يتضمن كل من يمكن تتبع علاقته الدموية أو العرقية. أكثر الممارسات شيوعا هو أن تمنع علاقات بأقارب معينين فقط، بحيث يلعب نوع العلاقة دورا في ضبط هذه القواعد. في بعض المجتمعات يشمل زنا المحارم العلاقات بين عائلتي الزوج والزوجة.
ما هي العقوبات التي تطبق على (أ) الأفراد المتورطين؛ (ب) المجتمع ككل؟ هل تحرص السلطة الحاكمة على أن تنفذ هذه العقوبات، أم أنها تعتبر قادرة على أن تنفذ وحدها بفعل قوة فوق الطبيعة؟ هل هناك علاقة بين شدة العقوبة ودرجة القرابة بين المذنبين؟ هل يجب أن يولد أطفال نتيجة لهذه العلاقات، كيف يعاملون؟ هل هناك طرق قانونية أو طقوس يمكن بها أن يلغي الأقارب المقبلون على الزواج العلاقة بينهم ويصبح بإمكانهم الزواج؟"
كما يوحي هذا المقتطف، يميز علماء الأنثروبولوجيا (علم الإنسان) بين الأعراف الاجتماعية والسلوك الاجتماعي الفعلي، تستكشف الكثير من النظريات الاجتماعية الفرق والعلاقة بينهما. على سبيل المثال، ما هو الغرض من الحظر الذي يتم انتهاكه بشكل روتيني (على سبيل المثال عندما يزعم الأشخاص أن سفاح القربى من المحرمات ولكنهم يمارسون بنفس الوقت سلوكًا غير مهذب آخر)؟
وتجدر الإشارة كذلك إلى أن علماء الأنثروبولوجيا يهتمون عمومًا –من خلال هذه النظريات– فقط بسفاح المحارم بين الأخوة، ولا يدعون أن جميع العلاقات الجنسية بين أفراد الأسرة من المحرمات ولا يعتبرها هذا المجتمع بالضرورة سفاحًا. ومما يزيد من تعقيد هذه النظريات حقيقة أن الناس في بعض المجتمعات يرتبطون ببعضهم البعض بطرق مختلفة، ويُصنف أحيانًا الأقرباء البعيدون بأنهم أشقاء، بينما لا يُعتبر الآخرون المرتبطون ارتباطًا وراثيًا وثيقًا أفراد أسرة واحدة.
علاوة على ذلك، فإن التعريف يقتصر على الاتصال الجنسي، ولكن هذا لا يعني أن أشكال الاتصال الجنسي الأخرى لا تحدث أو محظورة أو موصوفة. على سبيل المثال، في بعض مجتمعات الإنويت في القطب الشمالي، وتقليديًا في بالي، تضرب الأمهات بشكل روتيني قضبان أطفالهن الرضع، ومثل هذا السلوك لا يعتبر أكثر جنسيةً من الرضاعة الطبيعية بالنسبة لهم.
تجدر الإشارة إلى أنه في هذه النظريات، يهتم علماء الأنثروبولوجيا في المقام الأول بقواعد الزواج وليس السلوك الجنسي الفعلي. باختصار، لم يكن علماء الأنثروبولوجيا يدرسون «زنا المحارم» بحد ذاته، بل كانوا يسألون المخبرين عما يعنونه بـ «زنا المحارم»، وما هي عواقب «زنا المحارم»، من أجل رسم العلاقات الاجتماعية داخل المجتمع.
يشير هذا المقتطف أيضًا إلى أن العلاقة بين الممارسات الجنسية والزواج معقدة، وأن المجتمعات تميز بين أنواع مختلفة من المحظورات. بمعنى آخر، على الرغم من أنه قد يُمنع الفرد من الزواج أو إقامة علاقات جنسية مع العديد من الأشخاص، إلا أنه قد تُحظر العلاقات الجنسية المختلفة لأسباب متنوعة ونتيجة لعقوبات عديدة.  
على سبيل المثال، يحظر سكان جزر تروبرياند العلاقات الجنسية بين امرأة وشقيقها، وبين امرأة ووالدها، لكنهم يصفون هذين المحظورين بطرق مختلفة جدًا: العلاقات بين المرأة وشقيقها تقع داخل فئة العلاقات الممنوعة بين أفراد نفس العشيرة، في حين أن العلاقات بين الامرأة ووالدها لا تندرج تحت نفس التصنيف. وذلك لأن سكان جزر تروبرياند أخواليين (من ينسبون الطفل لنسب والدته)؛ أي ينتمي الأطفال إلى عشيرة أمهم وليس أبيهم. وبالتالي، فإن العلاقات الجنسية بين الرجل وأخت والدته (وابنة أخت الأم) تعتبر أيضًا سفاح قربى، لكن العلاقات بين الرجل وأخت والده لا تعتبر كذلك. غالبًا ما يكون للرجل وأخت والده علاقة لعوبة، وبعيدًا عن كونها من المحرمات، يشجع مجتمع التروبرياند الرجل وأخت والده أو ابنتها على إقامة علاقات جنسية أو الزواج.

### التفسيرات الفطرية والجينية
إحدى تفسيرات هذا التابو هو أنه ناجم عن نفور فطري من شأنه أن يقلل من التوريث الضار للتوالد الداخلي مثل ارتفاع معدل حدوث العيوب الخلقية. ازداد الإيمان بهذه النظرية منذ ظهور علم الوراثة الحديث.

#### العيوب الخلقية والتوالد الداخلي
تنتج الزيادة في تواتر العيوب الخلقية، التي تُعزى غالبًا إلى زواج الأقارب، مباشرةً عن زيادة تواتر الأليلات المتجانسة الموروثة من ذرية الثنائيات المتزوجين. هذا يؤدي إلى زيادة في تواتر الأليلات متماثلة الزيجوت بين السكان، ما يؤدي إلى آثار متباينة. يُعبر عن العيب الخلقي في حال ورث الطفل نسخة من الأليلات متماثلة الزيجوت المسؤولة عن هذا العيب من والديه؛ من ناحية أخرى، إذا ورث الطفل نسخة من الأليلات متماثلة الزيجوت غير المسؤولة عن عيب خلقي، فهذا من شأنه أن يقلل فعليًا من نسبة نسخ الأليل المسؤول عن هذا العيب الخلقي في تلك الفئة من السكان. تعتمد النتائج الإجمالية لهذه الآثار المتباعدة جزئيًا على حجم السكان.
طالما أن الأطفال المولودين بعيوب خلقية وراثية يموتون (أو يُقتلون) قبل أن يتكاثروا، فإن التأثير النهائي للتوالد الداخلي هو تقليل تواتر الجينات المعيبة في السكان في المجموعات السكانية الصغيرة؛ ويكون تجمع الجينات مع مرور الوقت أكثر صحة. ومع ذلك، من المرجح أن أعدادًا كبيرة من النواقل (الأشخاص الذين يحملون الأليلات المسببة للعيوب الخلقية) ستعيش وتتزاوج في مجموعات السكان الكبيرة، ما يؤدي إلى معدلات ثابتة أكبر لنشوء العيوب الخلقية.
إلى جانب الجينات المتنحية، هناك أيضًا أسباب أخرى لكون زواج الأقارب ضارًا، مثل مجموعة ضيقة من جينات معينة خاصة بأجهزة المناعة عند بعض السكان والتي تزيد من تعرضهم للأمراض المعدية. تتعلق الآثار البيولوجية الضارة المترتبة عن زنا المحارم إلى حد كبير على درجة القرب الوراثي بين القريبين اللذين ينخرطان في زنا المحارم قد تفسر هذه الحقيقة سبب احتواء التابوهات الثقافية عمومًا على حظر ممارسة الجنس بين الأقارب المقربين، لكن في كثير من الأحيان، تشمل المحظورات التي تمنع ممارسة الجنس بين الأقرباء البعيدين (أقارب الأقارب) أيضًا. قل معدل البقاء على قيد الحياة للأطفال الذين يولدون لأقارب مقربين. تتجنب العديد من أنواع الثدييات، بما في ذلك أقرب أقارب الرئيسيات للبشر، سفاح القربى.